# 574
574 foi um ano comum do século VI que teve início e terminou a uma segunda-feira, segundo o Calendário Juliano. a sua letra dominical foi G
| Ano completo                         |
| ------------------------------------ |
| Ano comum com início à segunda-feira |

## Eventos
- Leovogildo, rei dos Visigodos, após acções militares, consegue inteira supremacia sobre a Hispânia.

## Mortes
- 13 de Julho - Papa João III